# Amadoro del Quercy
Sant' Amadoro di Quercy (fl. I secolo) fu un eremita francese.
Egli ha dato origine alla città religiosa di Rocamadour.

## Agiografia
Secondo la storia diffusa dai benedettini, Amadour fu un eremita vissuto nel Quercy che si stabilì nel luogo ove oggi é collocato il santuario di Rocamadour, probabilmente in una grotta, vicino alla quale egli creò un piccolo oratorio su una roccia consacrata alla Vergine Maria. La popolazione dei dintorni veniva a pregarvi considerando le virtù ascetiche di Amadoro. Alla sua morte, fu inumato in terra all'ingresso dell'oratorio.
 Molto dopo, quando un'altra sepoltura fu scavata nel 1166 per inumarvi un abitante del quartiere, fu scoperta la sua salma, che fu deposta nella cappella che era stata costruita sul sito. Le sue spoglie, ben conservate, furono sorgente di un gran numero di miracoli e un sempre maggior numero di pellegrini vi affluirono.

## Tradizioni
Un'antica tradizione assimila Amadoro allo Zaccheo del Vangelo che sarebbe divenuto lo sposo di santa Veronica, la donna guarita da Gesù dalle sue perdite di sangue e che gli diede un lino bianco per asciugare il sudore e il sangue del suo volto quando Egli portava la sua croce per le vie di Gerusalemme.
Secondo una tradizione che non è narrata nei Vangeli ma in alcuni testi cristiani successivi, Veronica sarebbe venuta a raggiungerlo in Gallia, forse dopo che egli era stato costretto all'esilio. Qui vi sarebbe morta lei stessa, ma a Soulac-sur-Mer nel Bordolese, ove una chiesa - oggi sepolta dalle dune - fu costruita in suo onore da san Marziale di Limoges nel III secolo.
Antiche tradizioni, attribuite all'apostolo Matteo, dicono che Amadoro - o Zaccheo - era un pubblicano, cioè un esattore delle tasse, esattamente come Matteo. Zaccheo è una forma derivata dall'aramaico Zakkaï, che significa "puro", "vivo e integro", l'immagine del «Giusto». Il «giusto» è un cognome che portavano molti membri del movimento creato da Gesù ed è il medesimo dato a Gesù stesso nel discorso che pronunciò Stefano, il primo martire giustiziato in presenza di san Paolo e con la sua approvazione, prima che questi incontrasse Gesù, sempre vivo dopo la sua Crocifissione, mentre egli andava verso la città di Damasco. 
L'accostamento di Amadoro con il quinto vescovo di Auxerre Amatore non è appropriato. 
La memoria liturgica di sant'Amadoro cade il 20 agosto.